# Stanisław Koncewicz
Stanisław Koncewicz (ur. 1922, zm. 2 grudnia 2019) – polski metalurg, prof. dr hab. inż., rektor Politechniki Rzeszowskiej (1980).

## Życiorys
W 1946 ukończył studia mechaniczne na Politechnice Śląskiej. Obronił pracę doktorską, następnie uzyskał stopień doktora habilitowanego. W 1972 nadano mu tytuł profesora w zakresie nauk technicznych. Objął stanowisko dziekana na  Wydziale Mechanicznym Politechniki Śląskiej i na Wydziale Budowy Maszyn i Lotnictwa Politechniki Rzeszowskiej, oraz piastował funkcję kierownika Katedry Konstrukcji Maszyn Roboczych Politechniki Śląskiej.
Był rektorem Politechniki Rzeszowskiej, a także dyrektorem w Instytucie Budowy Maszyn Politechniki Śląskiej.
Zmarł 2 grudnia 2019.

## Odznaczenia
- 1964: Złota Odznaka ZNP[1]
- 1964: Odznaka Zasłużony dla woj. Katowickiego[1]
- 1968: Złoty Krzyż Zasługi[1]
- 1973: Krzyż Kawalerski Orderu Odrodzenia Polski[1]
- 1974: Odznaka Zasłużony dla Politechniki Śląskiej[1]
- 1985: Medal Komisji Edukacji Narodowej[1]
- 1994: Krzyż Armii Krajowej[1]